# 176710 Banff
176710 Banff este un asteroid din centura principală de asteroizi.

## Descriere
176710 Banff este un asteroid din centura principală de asteroizi. A fost descoperit pe 17 august 2002 la Haleakala de Andrew Lowe. Asteroidul prezintă o orbită caracterizată de o semiaxă mare de 2,37 ua, o excentricitate de 0,08 și o înclinație de 4,4° în raport cu ecliptica.